# Солтон-Сіті (Каліфорнія)
Солтон-Сіті (англ. Salton City) — переписна місцевість (CDP) в США, в окрузі Імперіал штату Каліфорнія. Населення — 5155 осіб (2020).

## Географія
Солтон-Сіті розташований за координатами 33°17′58″ пн. ш. 115°57′39″ зх. д. / 33.29944° пн. ш. 115.96083° зх. д. (33.299382, -115.960908).  За даними Бюро перепису населення США в 2010 році переписна місцевість мала площу 55,51 км², уся площа — суходіл.

### Клімат
| Клімат : Солтон-Сіті                                       | Клімат : Солтон-Сіті | Клімат : Солтон-Сіті | Клімат : Солтон-Сіті | Клімат : Солтон-Сіті | Клімат : Солтон-Сіті | Клімат : Солтон-Сіті | Клімат : Солтон-Сіті | Клімат : Солтон-Сіті | Клімат : Солтон-Сіті | Клімат : Солтон-Сіті | Клімат : Солтон-Сіті | Клімат : Солтон-Сіті | Клімат : Солтон-Сіті |
| Показник                                                   | Січ.                 | Лют.                 | Бер.                 | Квіт.                | Трав.                | Черв.                | Лип.                 | Серп.                | Вер.                 | Жовт.                | Лист.                | Груд.                | Рік                  |
| Абсолютний максимум, °C                                    | 35,6                 | 35,6                 | 40,0                 | 42,8                 | 47,8                 | 50,6                 | 51,7                 | 51,1                 | 47,8                 | 43,9                 | 36,7                 | 32,2                 | 51,7                 |
| Середній максимум, °C                                      | 19,9                 | 23,2                 | 26,3                 | 29,5                 | 34,4                 | 39,2                 | 40,9                 | 40,8                 | 38,3                 | 32,4                 | 25,7                 | 20,4                 | 31,0                 |
| Середній мінімум, °C                                       | 4,1                  | 7,1                  | 9,7                  | 13,9                 | 16,4                 | 20,4                 | 24,8                 | 25,0                 | 21,6                 | 15,3                 | 8,8                  | 3,6                  | 14,3                 |
| Абсолютний мінімум, °C                                     | −5,6                 | −5,6                 | −1,1                 | 1,7                  | 6,1                  | 10,0                 | 10,6                 | 15,6                 | 9,4                  | 2,2                  | −2,8                 | −10                  | −10                  |
| Норма опадів, мм                                           | 11                   | 10                   | 9                    | 3                    | 1                    | 0                    | 3                    | 7                    | 8                    | 7                    | 5                    | 12                   | 76                   |
| ---------------------------------------------------------- | -------------------- | -------------------- | -------------------- | -------------------- | -------------------- | -------------------- | -------------------- | -------------------- | -------------------- | -------------------- | -------------------- | -------------------- | -------------------- |
| Джерело: http://www.wrcc.dri.edu/cgi-bin/cliMAIN.pl?ca4223 |                      |                      |                      |                      |                      |                      |                      |                      |                      |                      |                      |                      |                      |

## Демографія
Згідно з переписом 2010 року, у переписній місцевості мешкали 3763 особи в 1204 домогосподарствах у складі 878 родин. Густота населення становила 68 осіб/км².  Було 2026 помешкань (37/км²).
Расовий склад населення:
| - 60,1 % — білих - 2,1 % — чорних або афроамериканців - 1,6 % — корінних американців - 1,6 % — азіатів - 0,1 % — вихідців з тихоокеанських островів - 30,8 % — осіб інших рас |

До двох чи більше рас належало 3,6 %. Частка іспаномовних становила 62,9 % від усіх жителів.
За віковим діапазоном населення розподілялося таким чином: 33,1 % — особи молодші 18 років, 54,6 % — особи у віці 18—64 років, 12,3 % — особи у віці 65 років та старші. Медіана віку мешканця становила 31,3 року. На 100 осіб жіночої статі у переписній місцевості припадало 101,4 чоловіків;  на 100 жінок у віці від 18 років та старших — 103,1 чоловіків також старших 18 років.
Середній дохід на одне домашнє господарство  становив 46 192 долари США (медіана — 36 932), а середній дохід на одну сім'ю — 43 434 долари (медіана — 37 027). За межею бідності перебувало 26,4 % осіб, у тому числі 29,3 % дітей у віці до 18 років та 21,2 % осіб у віці 65 років та старших.
Цивільне працевлаштоване населення становило 1384 особи. Основні галузі зайнятості: будівництво — 15,7 %, роздрібна торгівля — 15,3 %, мистецтво, розваги та відпочинок — 10,8 %, освіта, охорона здоров'я та соціальна допомога — 10,3 %.